# Dawn Burrell
Pour les articles homonymes, voir Burrell.
Dawn C. Burrell (née le 1er novembre 1973 à Philadelphie) est une athlète américaine spécialiste du saut en longueur.

## Carrière
Elle fait ses débuts sur la scène internationale à l'occasion des Championnats du monde junior de 1992 à Séoul, se classant septième de la finale du 100 m haies en 13 s 79. En 2000, Dawn Burrell établit la meilleure performance de sa carrière en plein air en sautant 6,98 m lors du meeting de Stockholm. Elle se classe deuxième de la Finale du Grand Prix disputée en fin de saison à Doha. Burrell franchit la limite des sept mètres en début d'année suivante (7,03 m) lors de sa victoire aux Championnats du monde en salle de Lisbonne, devançant la Russe Tatyana Kotova et l'Espagnole Niurka Montalvo.
Dawn Burrell est la sœur cadette de Leroy Burrell, ancien détenteur du record du monde du 100 m.
Désormais chef culinaire au Texas, elle participe en 2021 à la saison 18 de l'émission américaine Top Chef.

## Palmarès
| Date | Compétition                    | Lieu     | Résultat | Discipline       | Performance |
| ---- | ------------------------------ | -------- | -------- | ---------------- | ----------- |
| 1992 | Championnats du monde junior   | Séoul    | 7e       | 100 m haies      | 13 s 79     |
| 1998 | Finale du Grand Prix           | Moscou   | 8e       | Saut en longueur | 6,53 m      |
| 1999 | Championnats du monde en salle | Maebashi | 8e       | Saut en longueur | 6,49 m      |
| 2000 | Finale du Grand Prix           | Doha     | 2e       | Saut en longueur | 6,99 m      |
| 2000 | Finale du Grand Prix           | Doha     | 8e       | 100 m haies      | 13 s 23     |
| 2001 | Championnats du monde en salle | Lisbonne | 1re      | Saut en longueur | 7,03 m      |

## Records
- 100 m : 11 s 56  (Mito, 05/05/1999)
- 100 m haies :13 s 21 (Osaka, 08/05/1999)
- Saut en longueur : 6,98 m (Stockholm, 01/08/2000)
- Saut en longueur (salle) : 7,03 m (Lisbonne, 10/03/2001)